# Kenk
Kenk je priimek v Sloveniji, ki ga je po podatkih Statističnega urada Republike Slovenije na dan 1. januarja 2010 uporabljalo 116 oseb.

## Znani nosilci priimka
- Jože Kenk, kolesar, športni delavec
- Marinka Kenk-Tomazin, knjižničarka (direktorica Knjižnice Toneta Pretnarja Tržič)
- Roman Kenk (1898—1988), slovensko-ameriški zoolog